# Роса Плавева
Роса Плавева (1873 — 1970) била је македонска социјалисткиња, борац за женска права и учесница социјалистичког и комунистичког покрета.

## Биографија
Рођена је 1873. године у Велесу, Османско царство. Рођена је у фурнаџијској породици као Роса Варанлијева. Школовала се у Велесу и Софији. Тамо је дошла у први контакт са социјалистичким идејама. Године 1900, постала је чланица Македонске социјалистичке групе, прве социјалистичке организације у Македонији, коју је основао Васил Главинов 1893. године. Учествовала је у Илинданском устанку 1903. године.
Током периода Младотурске револуције након 1908. године, заједно са учитељицом Накијом Бајрам, организовала је турске жене у борби против ношења фереџе. Такође је 1909. организовала демонстрације за права жена у Скопљу и, заједно са својим супругом Илијом Плавевим, радила на оснивању социјалдемократске организације у Скопљу, формиране 1. маја 1909. године.
Године 1917. је покренула петицију међу скопским женама да се донесе резолуција којом би се тражило ослобођење Розе Луксембург и Карла Либкнехта из затвора и успела да прикупи око 100 потписа. Узевши у обзир услове ратног стања и бугарске окупације Македоније, број прикупљених потписа био је изузетно постигнуће.
Била је једна од оснивача Социјалистичке радничке партије Југославије (комуниста) 1919, а 29. фебруара 1920. основала је Организацију жена социјалисткиња у Скопљу, као огранак Југословенске организације социјалистичких жена. Ова се организација залагала за једнаке плате мушкараца и жена, за укидање капиталистичке експлоатације и за активно и пасивно бирачко право за жене. Познато је и да се Плавева 1920. године залагала за отварање бесплатне апотеке и да радници двапут недељно имају право на бесплатан преглед, у чему је напослетку и успела.
Наредних се година повукла из активног учешћа у радничком покрету, а поновно се активирала прикључењем Народноослободилачком покрету Југославије током Другог светског рата. Мало тога је познато о њеном животу после рата, када се преселила у Београд. Деловала је у Антифашистичком фронту жена и остала посвећена идеалима за еманципацију жена.
Умрла је 1970. године у 97. години живота у Београду и сахрањена је у Алеји заслужних грађана на Новом гробљу у Београду.